# Francuski Związek Hokeja na Lodzie
Francuski Związek Hokeja na Lodzie (oficjalny skrót FFHG, od fr. Fédération française de hockey sur glace) – francuska organizacja sportowa z Cergy, założony 29 kwietnia 2006 roku, zajmująca się rozwojem hokeja na lodzie we Francji. Jest uznawana przez francuskie ministerstwo sportu, Francuski Narodowy Komitet Olimpijski i Sportowy (CNOSF) oraz IIHF (Międzynarodową Federację Hokeja na Lodzie).

## Historia

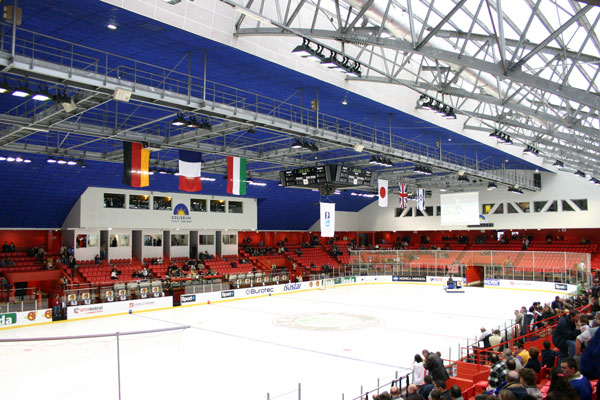
mistrzostw świata 2006 Dywizji I w Amiens.

Francuski Związek Hokeja na Lodzie został utworzony 29 kwietnia 2006 roku w Amiens z okazji organizacji mistrzostw świata 2006 Dywizji I.
Wcześniej za rozwój hokeja na lodzie odpowiadał Francuska Federacja Sportów Lodowych (FFSG), który odpowiadał za rozwój 12 innych dyscyplin sportowych na lodzie. Od kilku lat francuska społeczność domagała się utworzenia niezależnej federacji, gdyż ich zdaniem FFSG nie było zbyt rygorystyczne w zarządzaniu i niezbyt zainteresowane rozwojem hokeja na lodzie. Naciski ze strony IIHF, które cofnęło prawo do głosowania z krajów bez niezależnej federacji, skłoniły ministerstwo sportu do wystąpienia o oddzielenie hokeja na lodzie od FFSG. Pierwszym prezesem został Luc Tardif Sr., były hokeista, wcześniej szef departamentu hokeja na lodzie w FFSG, a po jego nominacji na prezydenta IIHF, 1 października 2021 roku jego następcą został tymczasowo Pierre-Yves Gerbeau.

## Misja
Francuski Związek Hokeja na Lodzie odpowiada za rozwój francuskich drużyn hokejowych (juniorskich i seniorskich mężczyzn i kobiet), natomiast za koordynację drużyn narodowych odpowiada dyrektor techniczny (DTN).
Ponadto odpowiada za organizację zawodów hokejowych: Ligue Magnus, FFHG Division 1, FFHG Division 2, FFHG Division 3 oraz Francuska liga w hokeju na lodzie kobiet.

## Prezydenci
| Lp. | Prezydent           | Okres urzędowania | Okres urzędowania | Uwagi                    |
| --- | ------------------- | ----------------- | ----------------- | ------------------------ |
| 1.  | Luc Tardif Sr.      | 2006              | 2021              | Został prezydentem IIHF. |
| 2.  | Pierre-Yves Gerbeau | 2021              | urzęduje          | Prezydent tymczasowy.    |